# 特雷莎·安德鲁斯
特雷莎·安德鲁斯（英語：Theresa Andrews，1962年8月25日—），美国女子游泳运动员。她曾代表美国参加1984年夏季奥林匹克运动会游泳比赛，获得女子100米仰泳和女子4×100米混合泳接力金牌。